# Broad city (serie web)
Es la webseries precursora de Broad City, una comedia alternativa creada y protagonizada por Ilana Glazer y Abbi Jacobson, y estrenada en 2010.  El guion de la serie lo escribieron Glazer y Jacobson a lo largo de 2008, después de que, cada una de ellas, decidiera cambiar la trayectoria de sus proyectos individuales. Las grabaciones de la serie comenzaron en 2009 en la ciudad de Nueva York,  donde tienen lugar los acontecimientos de ambas producciones (de la serie web y de la serie de televisión), rodando dos temporadas, y finalizando en 2011. 
La serie web se basa en las vivencias de los personajes de Glazer y Jacobson, quienes conservan los nombres de sus creadoras, así como su esencia. 
Una vez se acercaba el final de estas dos temporadas, la actriz y productora estadounidense Amy Poehler, tuvo un pequeño cameo en la serie web, para después convertirse en la productora ejecutiva de Broad City, la serie de televisión, que se estrenó en Comedy Central el 22 de enero de 2014.
Sin embargo, la plataforma de lanzamiento de la serie web fue YouTube, donde en el aún existente canal de BroadCity se pueden visualizar gran parte de los episodios. El primer capítulo se subió el 15 de febrero de 2010, con el título de "Making Change". Hay un total de 25 episodios y un spin-off, con una duración media de 4 minutos cada uno. 
Glazer y Jacobson escribieron 13 episodios cada una entre 2010 y 2011, y Rob Michael Hugel uno en 2010, además de dirigir la mayoría de la primera temporada, para después ser relevado del puesto.

## Inicios y trayectoria
Glazer y Jacobson se conocieron en la escuela de interpretación Upright Citizens Brigade en 2007. Aunque no iban juntas a las mismas clases, más adelante se les asignó el mismo grupo de improvisación. Audicionaron para varios sketches e improvisaciones, pero sin éxito. A pesar de ello siguieron practicando, enfocándose en mejorar. Tiempo más tarde decidieron unirse al grupo Secret Promise Circle, al ver que en las clases no practicaban con tanta frecuencia ni realizaban shows. Una vez en este grupo sus motivaciones cambiaron, no pensando tanto en monetizar su trabajo, sino en disfrutar con lo que hacían. Decidieron por aquel entonces crear algo duradero, algo de lo que se sintiesen orgullosas, y, debido a toda la influencia que habían obtenido de realizar y ver improvisaciones durante tanto tiempo, pensaron en ser ellas las protagonistas y creadoras de una. Fue entonces cuando comenzaron a escribir los guiones de la serie web, y meses más tarde comenzaron las grabaciones.
Un año y medio después ya estaban terminando de rodar, y pensando en escribir el episodio piloto de Broad City la serie de televisión, para presentarlo en Los Ángeles, animados por su mánager Sam Saifer, que creía en el proyecto y quien sigue siendo su mánager en la actualidad. Para acabar la serie web pensaron en incluir a alguien que admirasen en sus episodios finales, y ambas coincidieron en que Amy Poehler era la candidata indicada. Un profesor de la escuela de interpretación les puso en contacto con ella, quien confesó haber visto la serie web y ser fan, por lo que accedió en salir en el final de la misma. Cuando le enseñaron el producto acabado le preguntaron a Poehler si estaría interesada en ser la productora ejecutiva de la serie de televisión, a lo que dijo que sí. 
Los meses siguientes Glazer y Jacobson buscaron potenciales cadenas interesadas en producir su serie; obtuvieron varias respuestas, entre ellas de Comedy Central y FX. Se decantaron por esta última, por lo que comenzaron a escribir el resto de episodios, que deberían durar un mínimo de 22 minutos, según les había exigido la cadena. En verano de 2012 recibieron la noticia de que a FX no le interesaba el contenido de la serie, tachándola de poco apta para su cadena. Meses más tarde Comedy Central le compró el guion de la serie a FX, comenzando a rodar el episodio piloto.

## Sinopsis
La serie sigue la vida de dos veinteañeras estadounidenses, Illana Wexler y Abbi Abrams, ambas con personalidades bastante peculiares que les harán experimentar todo tipo de locuras mientras intentan, por otro lado, orientar sus vidas y sobrevivir en una ciudad como es Nueva York. 

## Reparto

### Reparto principal
- Ilana Glazer como Ilana Wexler
- Abbi Jacobson como Abbi Abrams
- Eliot Glazer como Eliot Wexler, hermano de Ilana tanto en la serie como fuera de ella.

### Reparto recurrente
- Josh Patten como Vagabundo
- Hannibal Buress como la cita de Ilana
- Shaun Diston como Shaun
- Don Fanelli como chico en un bar
- Jon Friedman como la cita de Abbi
- Shannon Patricia O'Neill como Ms. O´Neill
- Curtis Retherford como camello
- T.J. Misny como hombre en la calle, aunque también es el director[5] de gran parte de la segunda temporada de la serie web, así como de otros proyectos que involucran a Glazer y Jacobson.
- Amy Poehler como ella misma. Este pequeño papel en la serie web, así como el encabezar la producción ejecutiva de la serie de televisión, le permitirá posteriores cameos en la misma, en Comedy Central.